# District de Katihar
Le District de Katihar  (hindi : कटिहार जिला  est un district de l'état du Bihar en Inde.

## Géographie
Sa population de 3 071 029 habitants (en 2011) pour une superficie de 3 057 km2.
Son chef-lieu est la ville de Katihar.